# Radio Tower Dudelange
Radio Tower Dudelange foi construída na cidade de Dudelange, Luxemburgo. Tem 285 m (926 pés) e é actualmente a 52ª torre mais alta do mundo.